# 8 Batalion Celny
8 Batalion Celny – jednostka organizacyjna formacji granicznych II Rzeczypospolitej.

## Formowanie i zmiany organizacyjne
Na podstawie rozkazu Ministra Spraw Wojskowych nr 3046/Org z dnia 24 marca 1921 w miejsce batalionów wartowniczych i batalionów etapowych utworzone zostały bataliony celne. 8 batalion celny powstał na terenie Okręgu Generalnego „Kraków” na bazie 3/V batalionu wartowniczego. Etat batalionu wynosił 14 oficerów i 600 szeregowych. Podlegał Komendzie Głównej Batalionów Celnych, a pod względem politycznym Ministrowi Spraw Wewnętrznych.
Mimo że batalion był w całym tego słowa znaczeniu oddziałem wojskowym, nie wchodził on w skład pokojowego etatu armii. Uniemożliwiało to uzupełnianie z normalnego poboru rekruta. Ministerstwo Spraw Wojskowych zarówno przy ich formowaniu, jak i uzupełnianiu przydzielało mu często żołnierzy podlegających zwolnieniu, oficerów rezerwy oraz szeregowców i oficerów zakwalifikowanych przez dowództwa okręgów generalnych jako nie nadających się do dalszej służby wojskowej.  Po sformowaniu dowództwo batalionu stacjonowało w Nowym Sączu. Swoje kompanie batalion rozmieścił  w Jabłonce, Szczawnicy, Muszynie i Wysowej. W czerwcu 1921 przeniesiono placówkę 1 kompanii celnej z Sawek do Kiczora, a w lipcu sztab 4 kompanii przeszedł do Tylicza. Rozkazem tajnym nr 10 z 7 października 1921 Komendant Główny Batalionów Celnych nakazał likwidację batalionów nr 14., 17. i 18. W myśl tego rozkazu 18 batalion celny miał przekazać swoją 3 kompanię do 8 batalionu celnego w Nowym Sączu. W dniu 28 października wszystkie kompanie rozformowywanych batalionów winny odejść do miejsc nowego przeznaczenia.
W listopadzie 1921 Ministerstwo Spraw Wewnętrznych postanowiło powołać brygady celne. 8 batalion celny wszedł w struktury 3 Brygady Celnej. W kwietniu 1922 4 kompania celna stacjonowała w Białce.
We wrześniu 1922 wszystkie kompanie zebrano w Nowym Sączu. W tym miesiącu po raz ostatni dowódca batalionu zameldował dyslokacje swoich pododdziałów. Jesienią 1922 8 batalion celny przekazał swój odcinek graniczny nowo powstałemu Inspektoratowi Straży Celnej „Sącz”. Po zluzowaniu batalionu przez Straż Celną, dowódca batalionu otrzymał zadanie: do 26 października przejść do dyspozycji Wojewody Wołyńskiego i zająć odcinek granicy od Kobyle do Paszuk. Dowództwo batalionu rozmieścić w Korcu.
Wykonując postanowienia uchwały Rady Ministrów z 23 maja 1922, minister spraw wewnętrznych rozkazem z 9 listopada 1922 zmienił nazwę „Baony Celne” na „Straż Graniczna”. Wprowadził jednocześnie w formacji nową organizację wewnętrzną. 8 batalion celny przemianowany został na 8 batalion Straży Granicznej.

## Służba celna
Odcinek batalionowy podzielony był na cztery pododcinki, które obsadzały kompanie wystawiające posterunki i patrole. Posterunki wystawiano wzdłuż linii granicznej w taki sposób, by mogły się nawzajem widzieć w dzień. W tym zakresie batalion współpracował z posterunkami i patrolami Policji Państwowej. Współpraca polegała na tym, że te pierwsze wystawiały wzdłuż linii granicznej stale posterunki i patrole, natomiast policja tworzyła je w głębi strefy, poza linią graniczną. W zakresie ochrony granicy batalion podlegał staroście.
Sąsiednie bataliony
- 7 batalion celny w Żywcu ⇔ 6 batalion celny w Sanoku – VI 1921[16]
- 7 batalion celny⇔ 6 batalion celny – 1922

## Kadra batalionu
Dowódcy batalionu
| stopień    | imię i nazwisko   | okres pełnienia służby | kolejne stanowisko |
| ---------- | ----------------- | ---------------------- | ------------------ |
| mjr piech. | Juliusz Siwak     | V 1921 – VI 1922       |                    |
| kpt.       | Gustaw Florjański | VII – IX 1922          |                    |

## Struktura organizacyjna

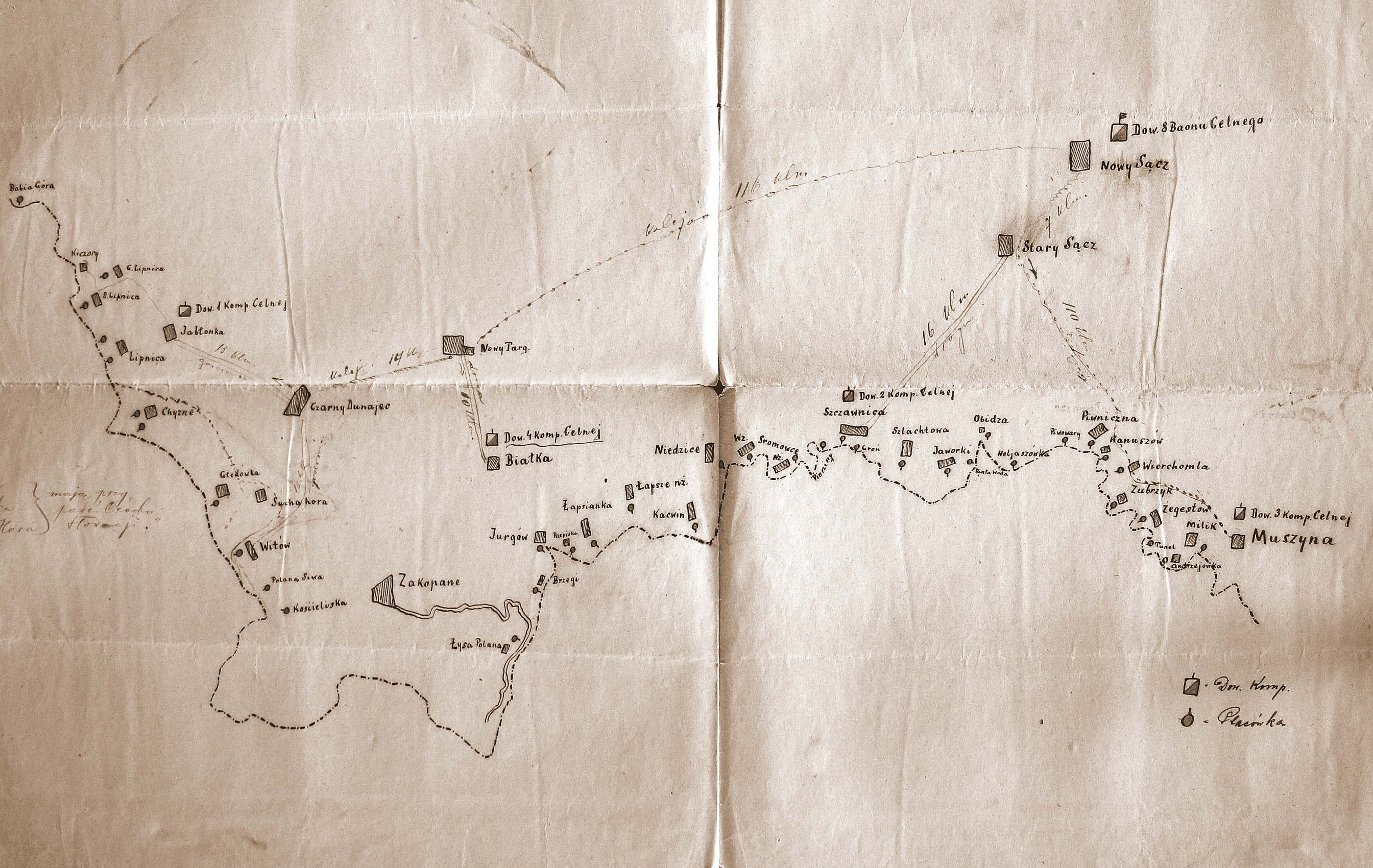
Szkic rozmieszczenia 8 batalionu celnego „Nowy Sącz”

| Ordre de Bataille 8 batalionu celnego w Nowym Sączu na dzień 25 czerwca 1921  | Ordre de Bataille 8 batalionu celnego w Nowym Sączu na dzień 25 czerwca 1921 | Ordre de Bataille 8 batalionu celnego w Nowym Sączu na dzień 25 czerwca 1921 | Ordre de Bataille 8 batalionu celnego w Nowym Sączu na dzień 25 czerwca 1921 | Ordre de Bataille 8 batalionu celnego w Nowym Sączu na dzień 25 czerwca 1921 |
| kompania                                                                      | 1. Jabłonka (2/151)                                                          | 2. Szczawnica (1/166)                                                        | 3. Muszyna (1/161)                                                           | 4. Wysowa (3/184)                                                            |
| ----------------------------------------------------------------------------- | ---------------------------------------------------------------------------- | ---------------------------------------------------------------------------- | ---------------------------------------------------------------------------- | ---------------------------------------------------------------------------- |
| dowódca                                                                       | por. Antoni Kudłaciak                                                        | por. Władysław Godfrynów                                                     | por. Franciszek Żmuda                                                        | por. Władysław Kurecki                                                       |
| placówki                                                                      | Kiczory                                                                      | Jaworki                                                                      | Obidza                                                                       | Wojkowa                                                                      |
| placówki                                                                      | Lipnica Górna                                                                | Szlachtowa                                                                   | Hejlaszówka                                                                  | Muszynka                                                                     |
| placówki                                                                      | Lipnica Dolna                                                                | Szczawnica                                                                   | Wierchomla                                                                   | Tylicz                                                                       |
| placówki                                                                      | Lipnica most                                                                 | Pieniny                                                                      | Zubrzyk                                                                      | Izby                                                                         |
| placówki                                                                      | Chyżne                                                                       | Sromowce Niżne                                                               | Żegiestów                                                                    | Huta Wysowska                                                                |
| placówki                                                                      | Głodówka                                                                     | Niedzica-Czorsztyn                                                           | Milik                                                                        | Wysowa                                                                       |
| placówki                                                                      | Magóra                                                                       | Kacwin                                                                       | Folwark                                                                      | Regietów                                                                     |
| placówki                                                                      | Molkówka                                                                     | Łapsianka                                                                    | Leluchów                                                                     | Konieczna                                                                    |
| placówki                                                                      |                                                                              | Jurgów                                                                       | Dubne                                                                        | Radocyna                                                                     |
| placówki                                                                      | Łysa Polana                                                                  |                                                                              |                                                                              |                                                                              |
| Ordre de Bataille 8 batalionu celnego w Nowym Sączu na dzień 25 grudnia 1921  |                                                                              |                                                                              |                                                                              |                                                                              |
| kompania                                                                      | 1. Jabłonka                                                                  | 2. Szczawnica                                                                | 3. Muszyna                                                                   | 4. Tylicz                                                                    |
| dowódca                                                                       | kpt. Gustaw Kohman                                                           | kpt. Leon Grzegorzak                                                         | por. Franciszek Żmuda                                                        | por. Franciszek Szwedka                                                      |
| placówki                                                                      | Babia Góra                                                                   | Łysa Polana                                                                  | Cicha Dolina                                                                 | Tylicz rzeki                                                                 |
| placówki                                                                      | Lipnica Mała                                                                 | Jurgów                                                                       | Kosoczynka                                                                   | Muszynka                                                                     |
| placówki                                                                      | Lipnica Górna                                                                | Łapsianka                                                                    | Piwowary                                                                     | Tylicz                                                                       |
| placówki                                                                      | Lipnica Dolna                                                                | Kacwin                                                                       | Hamiszów                                                                     | Mochnaczka                                                                   |
| placówki                                                                      | Lipnica most                                                                 | Niedzica                                                                     | Wierchomla                                                                   | Izby                                                                         |
| placówki                                                                      | Chyżne wieś                                                                  | Sromowce Wyżne                                                               | Żubczyk                                                                      | Bieliczna                                                                    |
| placówki                                                                      | Chyżne las                                                                   | Sromowce Niżne                                                               | Żegiestów                                                                    | Huta Wysowska                                                                |
| placówki                                                                      | Głodówka                                                                     | Pieniny                                                                      | Andrzejówka                                                                  | Wysowa                                                                       |
| placówki                                                                      | Krawiczki                                                                    | Szczawnica                                                                   | Milik                                                                        | Blechnarka                                                                   |
| placówki                                                                      | Witów                                                                        | Szlachtowa                                                                   | Folwark                                                                      | Regietów Wyżny                                                               |
| placówki                                                                      | Polana Siwa                                                                  | Jaworki                                                                      | Leluchów                                                                     | Zdynia                                                                       |
| placówki                                                                      | Dolina Kościeliska                                                           |                                                                              | Dubne                                                                        | Konieczna                                                                    |
| placówki                                                                      |                                                                              |                                                                              | Wojkowa                                                                      | Radocyna                                                                     |
| placówki                                                                      |                                                                              |                                                                              | Grab                                                                         |                                                                              |
| placówki                                                                      |                                                                              |                                                                              | Ożenna                                                                       |                                                                              |
| Ordre de Bataille 8 batalionu celnego w Nowym Sączu na dzień 25 sierpnia 1922 |                                                                              |                                                                              |                                                                              |                                                                              |
| kompania                                                                      | 1.Jabłonka                                                                   | 2.Szczawnica                                                                 | 3.Muszyna                                                                    | 4.Białka                                                                     |
| dowódca                                                                       | por. Franciszek Żmuda                                                        | por. Michał Wialbutt                                                         | por. Hipolit Ciągliński                                                      | por. Stanisław Chudziak                                                      |
| placówki                                                                      | Babia Góra                                                                   | Sromowce Wyżne                                                               | Piwiary                                                                      | Łysa Polana                                                                  |
| placówki                                                                      | Lipnica Mała                                                                 | Sromowce Niżne                                                               | Haniszów                                                                     | Brzegi                                                                       |
| placówki                                                                      | Lipnica Górna                                                                | Pieniny                                                                      | Majerz                                                                       | Jurgów                                                                       |
| placówki                                                                      | Lipnica Dolna                                                                | Groń                                                                         | Wierchomla                                                                   | Rzepiska                                                                     |
| placówki                                                                      | Lipnica most                                                                 | Szczawnica                                                                   | Żubryk                                                                       | Łapszanka                                                                    |
| placówki                                                                      | Sałasz                                                                       | Szlachtowa                                                                   | Żegiestów                                                                    | Łapsze Niżne                                                                 |
| placówki                                                                      | Chyżne wieś                                                                  | Jaworki                                                                      | Żegiestów-tunel                                                              | Karwin                                                                       |
| placówki                                                                      | Chyżne las                                                                   | Biała-Woda                                                                   | Andrzejówka                                                                  | Niedzica                                                                     |
| placówki                                                                      | Głodówka                                                                     | Obidza                                                                       | Milik                                                                        |                                                                              |
| placówki                                                                      | Wiłów                                                                        | Heljaszówka                                                                  |                                                                              |                                                                              |
| placówki                                                                      | Polana Siwa                                                                  |                                                                              |                                                                              |                                                                              |
| placówki                                                                      | Kościeliska                                                                  |                                                                              |                                                                              |                                                                              |